# Thor (satelita)
THOR – zespół satelitów telekomunikacyjnych konsorcjum Telenor Satellite Broadcasting, znajdujący się na orbicie geostacjonarnej (nad równikiem), na pozycji 0,8° długości geograficznej zachodniej.
Obecnie na pozycji 0,8°W znajdują się satelity THOR 5 i THOR 6.
W pobliżu (na 1°W) jest satelita Intelsat 10-02, dlatego jest możliwy ich łączny odbiór na jednym konwerterze (LNB).

## Daty wyniesienia na orbitę
Daty wyniesienia na orbitę satelitów z rodziny THOR:
- THOR 1 – 17 sierpnia 1990 (pod nazwą Marco Polo 2, obecnie już wycofany z użytku)
- THOR 2 – 21 maja 1997 (w kwietniu 2009 r. zmienił pozycję orbitalną na 5.0°E, obecnie nie nadaje, przesunięty na orbitę cmentarną)
- THOR 3 – 9 czerwca 1998 (obecnie na pozycji ok. 4°W)
- THOR 5 – 11 lutego 2008
- THOR 6 – 29 października 2009

## Oferta
Większość transponderów satelitów THOR zajmują programy skandynawskiej platformy cyfrowej Canal Digital, a także rumuńskiej Digi TV.